# Бокарев, Иван Васильевич
Иван Васильевич Бокарев (род. 17 мая 1923) — старший сержант Красной армии, участник Великой Отечественной войны и полный кавалер ордена Славы.

## Биография
Иван Бокарев родился 17 мая 1923 года (в большинстве наградных документов датой рождения указан 1925 год) в селе Бакалы (Аксуйский район, Киргизская АССР, СССР) в семье русских рабочих. В 1934 года вместе с семьей переехал в село Боролдой (Кеминский район, Киргизская ССР). В 1935 году окончил 5 классов сельской школы, после чего был комбайнером и механизатором на Кеминской машинно-тракторной станции.
В декабре 1942 года Бокарев был призван в Красную армию, а с марта 1944 года начал принимать участие в боях Великой Отечественной войны. Служил в 253-й стрелковой дивизии на 1-м Украинском фронте. Принимал участие в следующих наступательных операциях: Львовско-Сандомирской, Висло-Одерской и Нижне-Силезской, а так же в боях за Сандомирский плацдарм.
10 августа 1944 года младший сержант Иван Бокарев будучи командиром стрелкового отделения в 979-м стрелковом полку вместе со своими подчиненными проник в немецкую траншею близ Томашува (в районе Сандомира, Польша), где во время рукопашной схватки убил 4 солдата противника и  и захватил радиостанцию, а во время отражения контратаки немецких войск убил вражеского офицера и спас (вынес из под огня) советского офицера. 21 августа 1944 года он был награждён орденом Славы 3-й степени.
Ночью с 24 на 25 сентября 1944 года близ населённого пункта Лукава (находится в 7 километрах от города Сандомир) Николай Васильевич, который был командиром отделения во взводе пешей разведке принял участие в разведке боем, во время проведения которой он в числе первых ворвался в траншею занятую немцами, во время боя был ранен но продолжал оставаться в строю. 21 октября 1944 года был подписан приказ о награждении Ивана Бокарева орденом Славы 2-й степени.
1 февраля 1945 Бокарев разведал оборону противника на правом берегу Одера в районе населённого пункта Глобичен, который находится в 17 километрах от города Глогув (Польша). Во время формированного марша разведывательная группа под командованием Бокарева напала на роту немецких солдат, в этом бою Бокаревым было уничтожено несколько солдат противника и двое солдат было взято в плен. 14 марта 1945 года был подписан приказ согласно которому Иван Васильевич Бокарев был награждён орденом Славы 2-й степени.
Вскоре после этих событий Бокарев получил тяжелое ранение. Ивана Васильевича эвакуировали из немецкого тыла отправили в госпиталь, когда он находился без сознания и из-за этого в воинской части остались его награды, а о последних награждения Бокарев так и не узнал. Вновь вернулся в строй около через год после ранения, а в марте 1947 года он демобилизовался в звании старшины.
После демобилизацией проживал на территории Киргизского ССР, в Кеминском районе. Работал шофёром в Памирском геологоразведочном управлении. В 1965 году переехал в город Фрунзе (Киргизская ССР), где работал сантехником в пассажирском автопарке № 3. В первой половине 1980-х годов вышел на пенсию.
В конце 1970-х годов Бокарев обратится в военный комиссариат с целью узнать о судьбу своих наград, которые он сдал в 1945 году перед уходом в последний разведывательным выходом. В 1979 году награды были найдены, помимо имеющихся наград Бокарёву вручили два ордена Славы 2-й степени, о существовании которых он не знал. После вручения наград комиссариатом было инициировано перенаграждение Бокарёва на орден Славы 1-й степени. 29 декабря 1980 года Иван Васильевич Бокарев был награждён орденом Славы 1-й степени, став полным кавалером ордена Славы.
По состоянию на 2001 года Иван Васильевич проживал вместе с семьей в городе Бишкек (который ранее назвался Фрунзе). Сведения о дальнейшей биографии Ивана Бокарёва отсутствуют.

## Награды
Иван Васильевич Бокарев был удостоен следующих наград:
Советские:
- Орден Отечественной войны 1-й степени (11 марта 1985)[7];
- Орден Славы 1-й степени (29 декабря 1980 — № 1971);
- Орден Славы 2-й степени (21 октября 1944 — № 40659 и 14 марта 1945 — перенаграждён)[2][3];
- Орден Славы 3-й степени (21 августа 1944 — № 213746)[4];
- Медаль «За отвагу» (19 августа 1944)[5];
- также ряд прочих советских медалей;

Киргизская:
- Орден «Манас» III степени (3 мая 2000).